# شارل ددیان
شارل ددیان (ارمنی: Շառլ Տետեյան؛ فرانسوی: Charles Dédéyan‎؛ ۴ آوریل ۱۹۱۰ – درگذشته ۲۱ ژوئن ۲۰۰۳)  متخصص مطالعات زبان‌های رومی‌تبار, ادبیات تطبیقی و ادبیات فرانسوی ارمنی‌تبار اهل فرانسه بود.  

## زندگینامه
وی در ۴ آوریل ۱۹۱۰ در ازمیر به دنیا آمد و از فارغ التحصیل شد. وی همچنین برندهٔ جوایزی همچون لژیون دونور (شوالیه) شده است. وی در ۲۱ ژوئن ۲۰۰۳ در سن ۹۳ سالگی در پاریس درگذشت. وی پدر ژرار ددیان بود.